# Madredeus
Madredeus је португалска група, чија музика се може окарактерисати као комбинација фадо музике и модерног фолка.
Групу су основали Педро Аирес Магаљаис (класична гитара), Родриго Леао (клавијатуре), Франсиско Рибеиро (чело) и Тереза Салгеиро (вокал). Магаљаис и Леао формирају бенд 1985, а Рибеиро им се придружује 1986. Затим су неко време тражили женски вокал и пронашли су Терезу Салгеиро у једном лисабонском ноћном клубу. Терези се допала њихова музика, придружила им се, да би 1987. године Мадредеус снимио свој први албум, Os dias da Madredeus.
Свој први албум су снимили у једном напуштеном манастиру у Лисабону, где су претходно и вежбали. Снимање је било знатно отежано због пригушеног звука који су производили трамваји, пролазећи скоро сваких пет минута тачно изнад простора где су снимали. У част ове околности која се није могла избећи, назвали су се по последњој станици тог трамваја, Madre de Deus (Мајка Божја), скраћено по локалном дијалекту Madredeus.
Педро Аирес Магаљаис привремено напушта бенд 1993. године, а његово место током концертних наступа заузима Жозе Пеишото (класична гитара). Магаљаис се накнадно поново придружио групи, тако да група прераста у секстет са две гитаре.
Издају неколико албума и постају веома популарни у Португалу, али и даље остају прилично анонимни изван домаћих оквира. Такво стање ствари се драстично променило 1994. године када је познати немачки филмски редитељ, Вим Вендерс (Wim Wenders), импресиониран њиховом музиком, понудио члановима групи Мадредеус да глуме у његовом филму Лисабонска прича (енгл. Lisbon Story), као и да ураде музику за филм. Након тога, група постаје светски хит.
Уместо Леаоа, који групу напушта 1994. године и започиње соло каријеру, групи се придружује Карлос Марија Триндаде (клавијатуре).
Франсиско Рибеиро и Габријел Гомес напуштају бенд 1997. године, у тренутку када група почиње да напушта своје фадо корене, објављујући албум O Paraíso. Остатку групе се на позив придружује Фернандо Жудисе (акустична бас-гитара), формирајући квинтет чија се постава ни до данас није мењала.
Група Мадрадеус је до сада продала преко три милиона албума широм света.
У новембру 2007. Тереза Салгеиро је објавила да напушта састав.

## Дискографија
- Antologia (2000, a compilation of 'best of' material)
- Os Dias da MadreDeus (1987)
- Existir (1990)
- Lisboa (1992, live in Lisbon)
- O Espírito da Paz (1994)
- Ainda (1995, soundtrack from Lisbon Story)
- O Paraíso (1997)
- O Porto (1998, live at Porto)
- Movimento (2001)
- Palavras Cantadas (2001)
- Euforia (2002)
- Electrónico (2002)
- Um Amor Infinito (2004)
- Faluas do Tejo (2005)
- Obrigado (2006)

## Видеографија
- Les Açores de Madredeus (1995)
- Lisbon Story/Viagem a Lisboa (1995)
- O Espírito da Paz (1998)
- O Porto (1998)
- Euforia (2002)
- Mar (2006)